# Manus
Pour les articles homonymes, voir Manus (homonymie).
Manus est une île de la mer de Bismarck faisant partie des îles de l'Amirauté, en Papouasie-Nouvelle-Guinée, et relevant administrativement de la province de Manus.

## Géographie
Avec une superficie de 2 100 km2, elle est la cinquième île de Papouasie-Nouvelle-Guinée, mesurant en longueur 100 kilomètres et en largeur 30 kilomètres. Selon le recensement de 2000, l'île de Manus avait une population d'environ 43 000 habitants. Lorengau, la capitale de la Province de Manus, est situé sur l'île. L'aéroport de Momote, le terminal de la province de Manus, est situé sur l'île voisine de Los Negros. Un pont relie Los Negros à l'île de Manus et la capitale de la province de Lorengau.
L'île de Manus est couverte de jungle robuste, qui est une forêt tropicale humide de plaine. Le point culminant de l'île de Manus est le mont Dremsel : 718 mètres (2 356 pieds) d'altitude au centre de la côte sud. Manus est d'origine volcanique et a probablement émergé à la fin du Miocène, il y a 8 à 10 millions d'années. Le substrat de l'île est volcanique, soit directement ou à partir de calcaire corallien surélevé.
L'île de Manus est le foyer de l'escargot vert émeraude, dont les coquilles sont récoltées pour être vendues comme des bijoux.

## Histoire
L'île a été habitée il y a environ 40 000 ans. Cette première vague de migration hors de l'Asie du Sud, cette société primitive semble avoir cultivé le taro et a introduit des animaux sauvages de Nouvelle-Guinée comme le bandicoots et les rats de grande taille.
Il y a 3 500 ans, la société a élaboré des poteries, des maisons sur pilotis, l'introduction d'animaux domestiques tels que les porcs, les chiens et les poulets, et le développement substantiels de l'agriculture et la technologie du bateau, ce qui a permis des échanges à longue distance pour se développer.
Un réseau commercial élargi, est fondé il y a 2 000 ans.
Le premier Européen à visiter les îles était le navigateur hollandais Willem Schouten en 1616. Les îles de l'Amirauté ont été colonisées par le capitaine Philip Carteret de la Marine royale britannique en 1767.
Entre 1884 et 1914, la région a été administrée comme une colonie allemande. En novembre 1914, les îles ont été occupées par les troupes de la Force expéditionnaire australienne. Quelques coups de feu tirés depuis une mitrailleuse par une garnison allemande à Lorengau sont les derniers coups de feu tirés dans la bataille. Après la guerre, les îles ont été réunies au Commonwealth d'Australie en vertu d'un mandat.
Durant la Seconde Guerre mondiale, l'île est le site d'un poste d'observation tenu par la section no 4, du peloton «B», de la 1re compagnie de l'Armée australienne. Manus a été bombardée par les Japonais le 25 janvier 1942, l'antenne radio était la cible principale. Le 8 avril 1942, l'armée impériale japonaise, composée du croiseur léger Tatsuta, d'un destroyer Mutsuki et d'un groupe de navires de transport, entrent dans le port de Lorengau et plusieurs centaines de soldats japonais débarquent. Les Australiens étaient beaucoup plus nombreux mais ils se retirèrent dans la jungle.
Plus tard, en 1942, le Japon a établi une base militaire sur Manus. Elle a été attaquée par les forces des États-Unis durant la campagne des îles de l'Amirauté entre février et mars 1944. Une base navale alliée a été établie sur l'île et plus tard elle a soutenu la flotte britannique du Pacifique.
L'anthropologue américaine Margaret Mead a vécu sur Manus avant et après la guerre, et a donné des comptes rendus détaillés de l'île.
Dans le cadre d'un accord entre la Papouasie-Nouvelle-Guinée et l'Australie (baptisé « Solution du Pacifique »), un centre de détention est construit sur l'île de Manus en 2001, où sont envoyés les demandeurs d'asile arrivés clandestinement en Australie par bateau. L'Australie cesse en 2007 d'utiliser le centre, puis y envoie à nouveau des clandestins à partir de 2012, l'objectif étant toujours de dissuader leur venue. Le 19 juillet 2013, les premiers ministres australien et papou-néo-guinéen, Kevin Rudd et Peter O'Neill, annoncent que désormais tout demandeur d'asile arrivant en Australie par bateau clandestin serait expédié dans ce camp de l'île Manus, où sa demande serait examinée par les autorités papou-néo-guinéennes. Les clandestins étant de « vrais réfugiés » obtiendraient l'autorisation de rester en Papouasie-Nouvelle-Guinée, mais non pas en Australie. Pour la première fois (et en amont d'élections législatives), les autorités australiennes annoncent ainsi qu'aucun clandestin, quelle que soit sa situation, ne pourra s'installer en Australie. Kevin Rudd précise que cet interdit a une visée humanitaire, afin d'éviter les noyades en haute mer des clandestins. En contrepartie, l'Australie accroît l'aide au développement qu'elle fournit à la Papouasie-Nouvelle-Guinée, notamment dans les secteurs de la santé et de l'éducation.
Le 26 avril 2016, la Cour suprême de Papouasie-Nouvelle-Guinée juge illégal le centre australien de détention de migrants sur l'île de Manus, et ordonne au gouvernement de Papouasie-Nouvelle-Guinée de le fermer dans les plus brefs délais. La Cour juge ce centre contraire au droit à la dignité humaine protégé par la Constitution. Le 17 août, le gouvernement australien s'engage à fermer le centre de réfugiés sans préciser de date.